# Універсальний десантний корабель

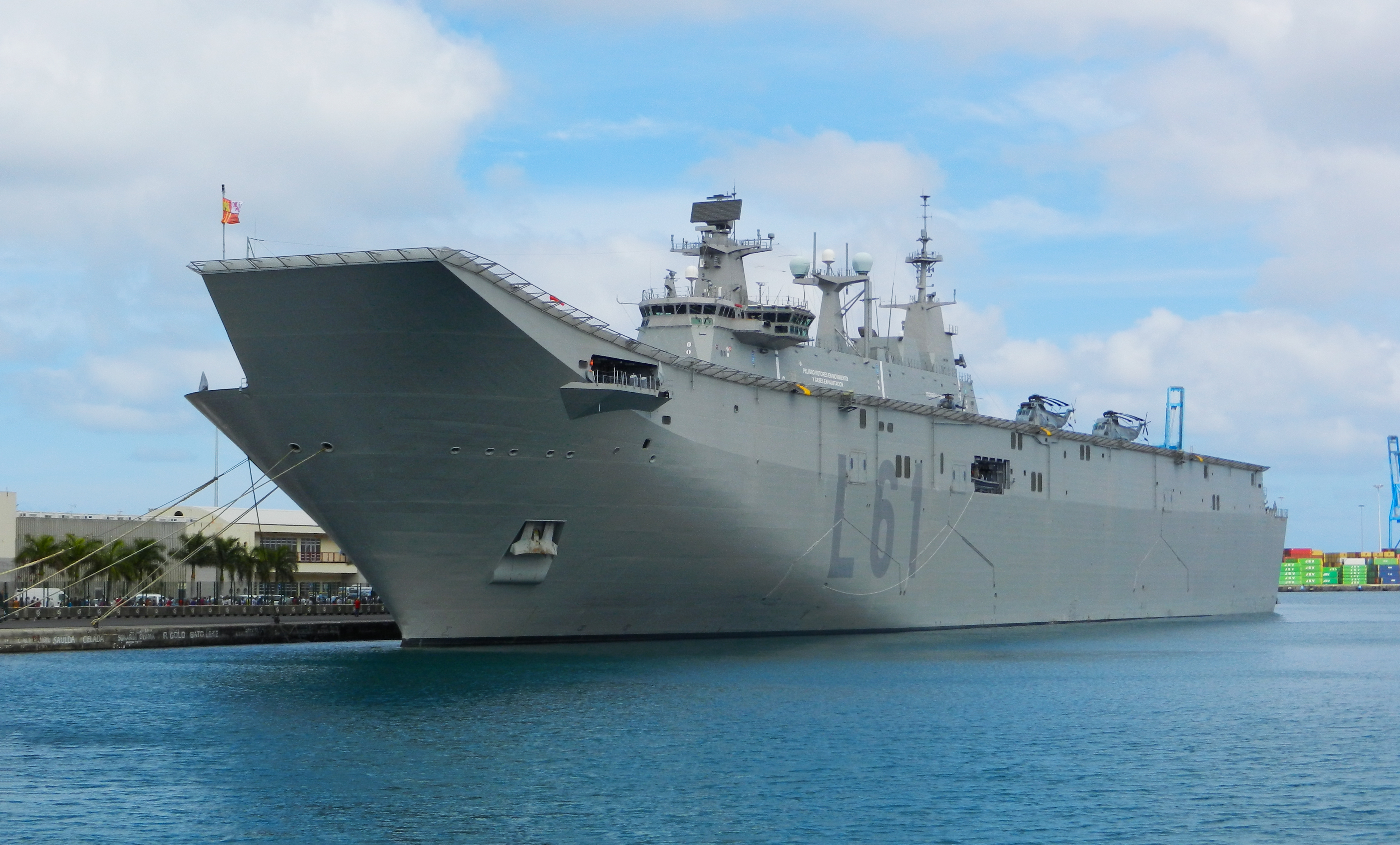
Juan Carlos I (L-61)

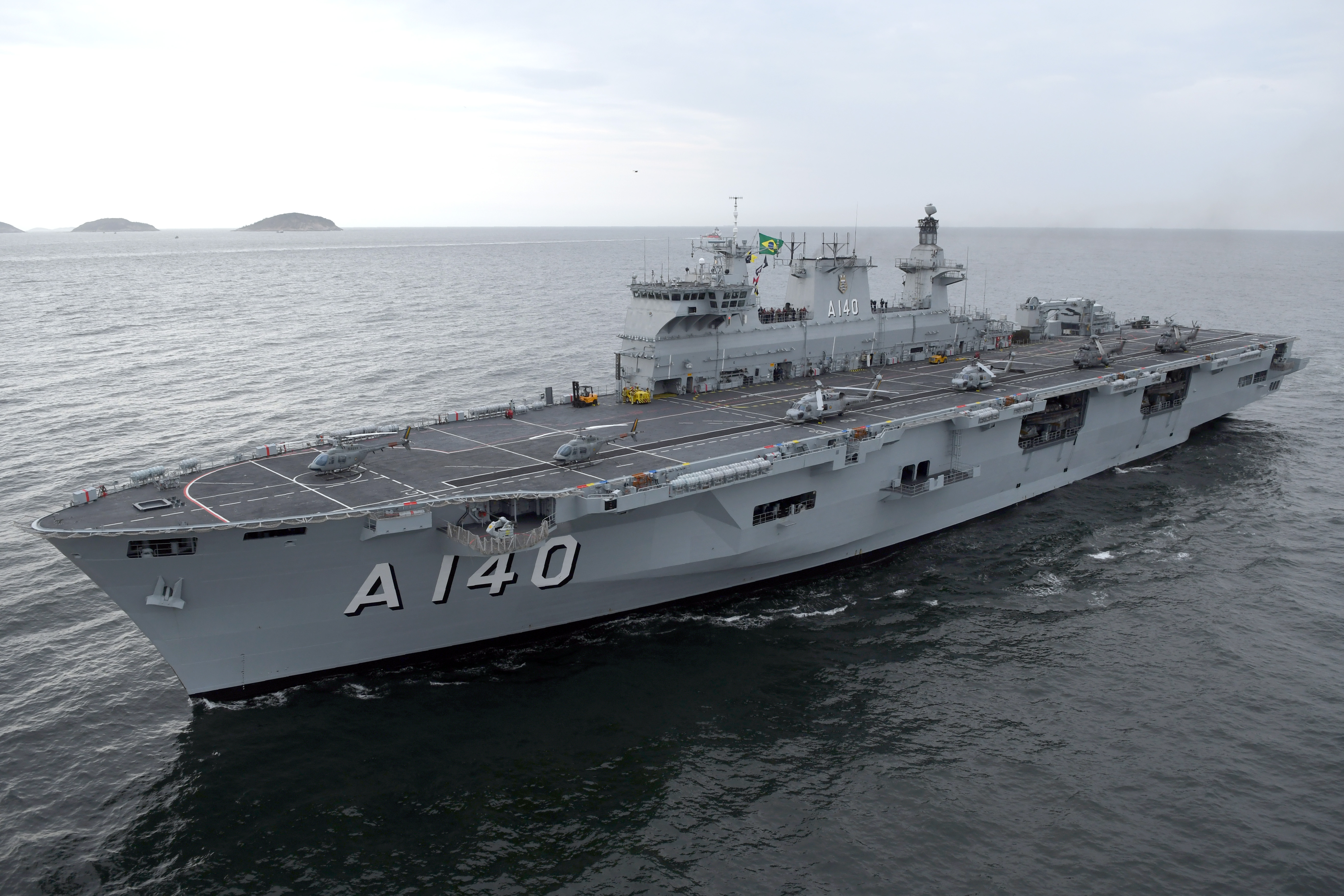
NAM Atlântico

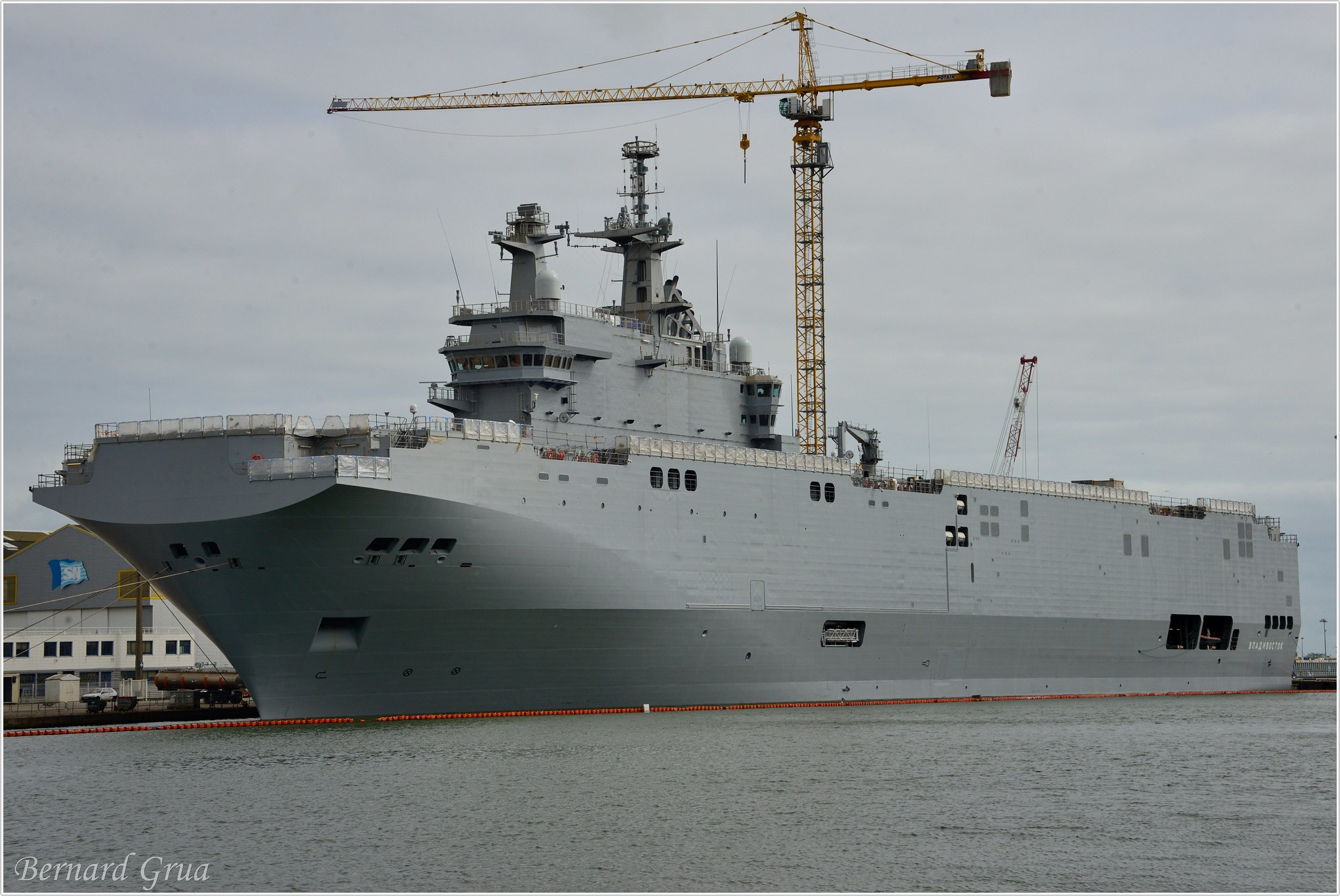
ENS Gamal Abdel Nasser

Універсальний десантний корабель (англ. Amphibious assault ship) — підтип десантних кораблів, які спроможні як здійснювати висадку морського десанту, так і забезпечувати його повітряну підтримку. Вони стали продуктом еволюції типу легких авіаносців, які використовувались як десантні вертольотоносці. Деякі з сучасних універсальних десантних кораблів можуть застосовувати літаки вертикального зльоту, виконуючи допоміжну функцію легкого авіаносця.   

## Концепція та історія
Універсальні десантні кораблі належать до типу десантних вертольотоносців, разом із десантно-вертолітними кораблями-доками та плавучими базами вертольотів. Вони стали остаточною версією розвитку концепції десантних вертольотоносців. Перші кораблі, які поєднували функцію висадки десанту з забезпеченням його повітряної підтримки, були побудовані до та під час Другої світової війни у Японії, водночас дуже обмежено використовувались за призначенням.  Розвиток вертольотів надав можливість використовувати їх для висадки десанту у тил укріплених ворожих берегових позицій. Висадка десанту вертольотами з авіаносців була використана британцями і французами під час операції "Мушкетер" 1956. Необхідність створення спеціалізованих кораблів для висадки і повітряної підтримки десанту була обґрунтована американськими військово-морськими фахівцями в 1966 році, а з 1969 року почалася їх розробка і будівництво. 
За задумом конструкторів, універсальний десантний корабель повинен поєднувати в собі якості кількох типів кораблів. УДК повинен мати підвищену десантомісткість, покращені умови проживання особового складу та велику швидкість ходу (20 вузлів і вище). Оснащення корабля швидкохідними плаваючими засобами висаджування десанту і транспортно-десантними вертольотами підвищує темп висадки наземних сил десанту. Першим кораблем подібного типу вважається американський універсальний десантний корабель класу «Тарава», котрий було спущено на воду 1971 р.
Основним завданням кораблів ставиться транспортування та висадка на узбережжя повністю укомплектованого батальйону морської піхоти та надання йому підтримки силами ескадрильї літаків.

## Характеристики
Водотоннажність кораблів складає від 34 тис. до 40 тис. т, а довжина може досягати 250 м. Кількість десанту близько 2000 піхотинців та близько 600–700 осіб екіпажу.

## Типи за країнами
- Сполучені Штати Америки
  - Універсальний десантний корабель класу «Тарава»
  - Універсальний десантний корабель класу «Америка»
  - Універсальний десантний корабель класу «Восп»
- Франція
  -  Універсальний десантний корабель класу «Містраль»
- Республіка Корея
  - Універсальний десантний корабель класу «Токто»
- Іспанія
  - Універсальний десантний корабель класу «Хуан Карлос І»
- Австралія
  - Універсальний десантний корабель класу «Канберра»
- Радянський Союз
  - Універсальний десантний корабель проєкту 11780
- Китай
  - Універсальний десантний корабель проєкту 081[5]
- Туреччина
  - Універсальний десантний корабель класу «Анадолу»